# Mormintele Saadiene
Mormintele saadiene sunt morminte în Marrakech, Maroc, care datează din timpul sultanului Ahmad al-Mansur (1578-1603) din dinastia saadiană. Acestea sunt situate în partea de sud a Moscheii Kasbah. Abandonate timp de secole, mormintele au fost redescoperite în 1917 prin fotografiere aeriană și au fost renovate de Departamentul de Arte. Mormintele au fost o atracție majoră pentru vizitatorii Marrakech din cauza frumuseții decorului lor.
Mausoleul cuprinde înmormântarea a aproximativ șaizeci de membri ai dinastiei Saadi care își au originea în valea râului Draa. Printre morminte se numără cele ale lui Ahmad al-Mansur și ale familiei sale. Clădirea este compusă din trei camere. Cea mai cunoscută este camera cu cele 12 coloane. Această cameră conține mormântul fiului sultanului, Ahmad al-Mansur. Stelele sunt realizate din lemn de cedru fin și lucrate în stuc. Monumentele sunt realizate din marmură italiană de Carrara. 
În afara clădirii este o grădină și mormintele soldaților și slujitorilor. 

## Galerie foto

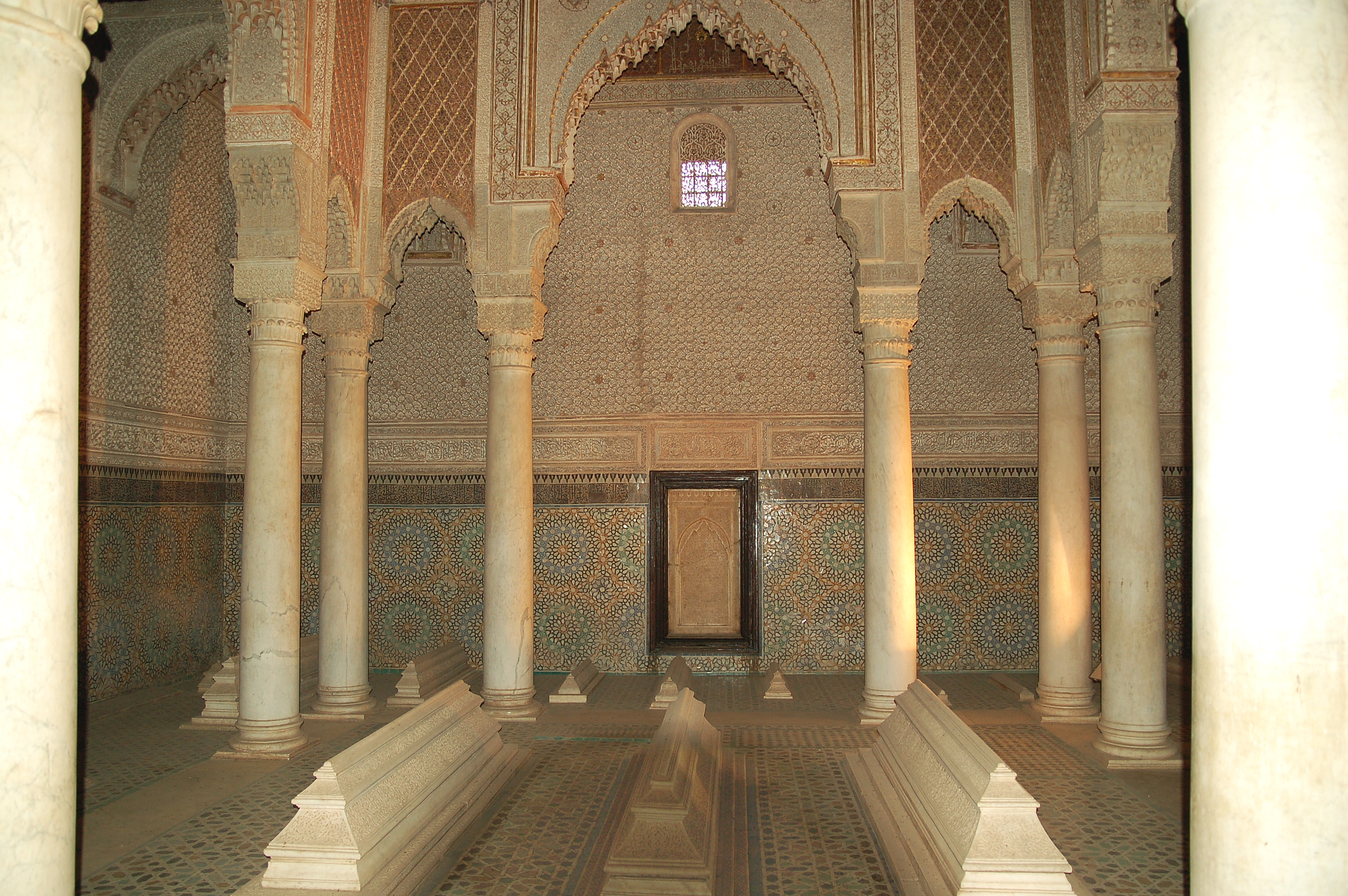
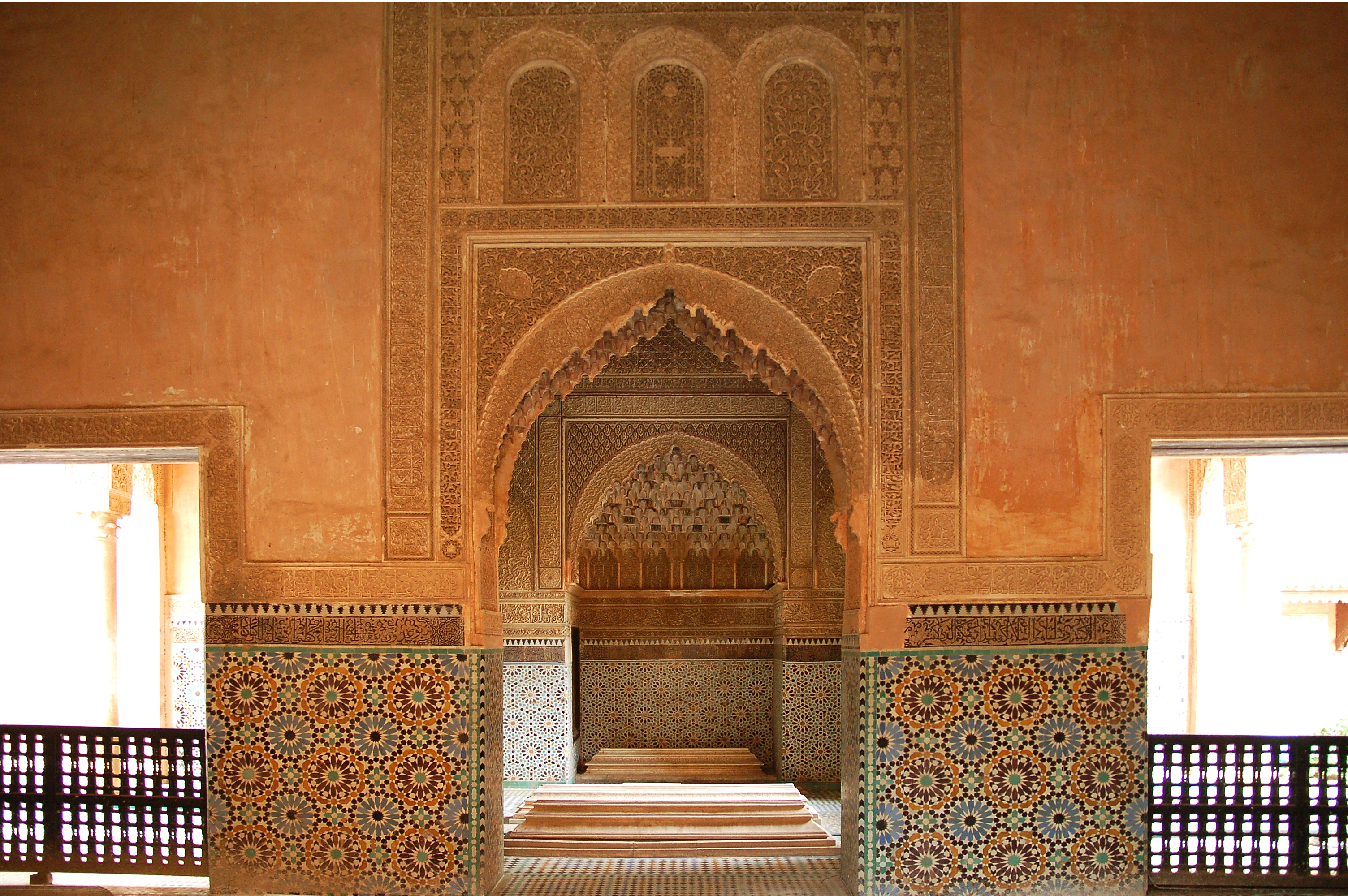
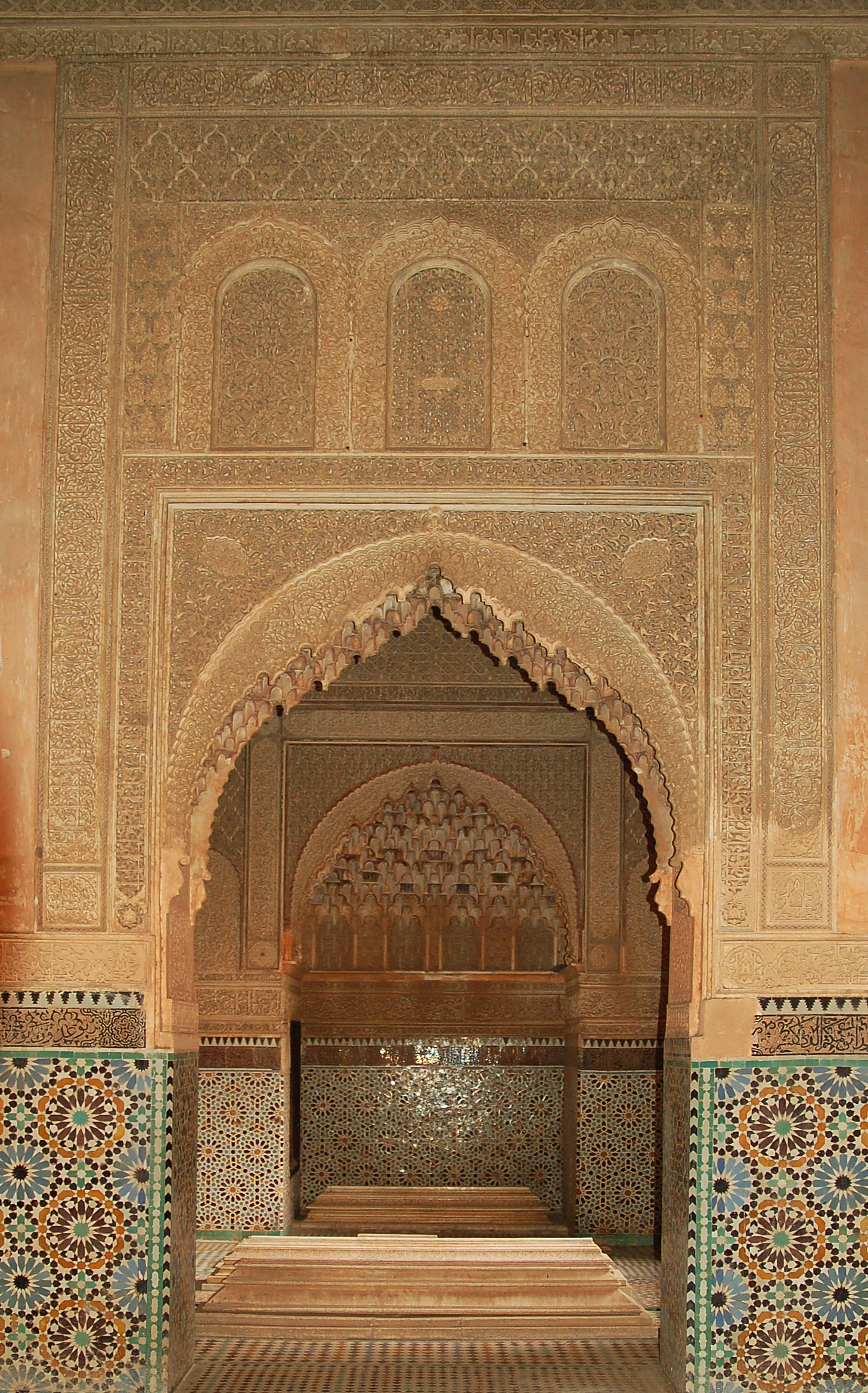
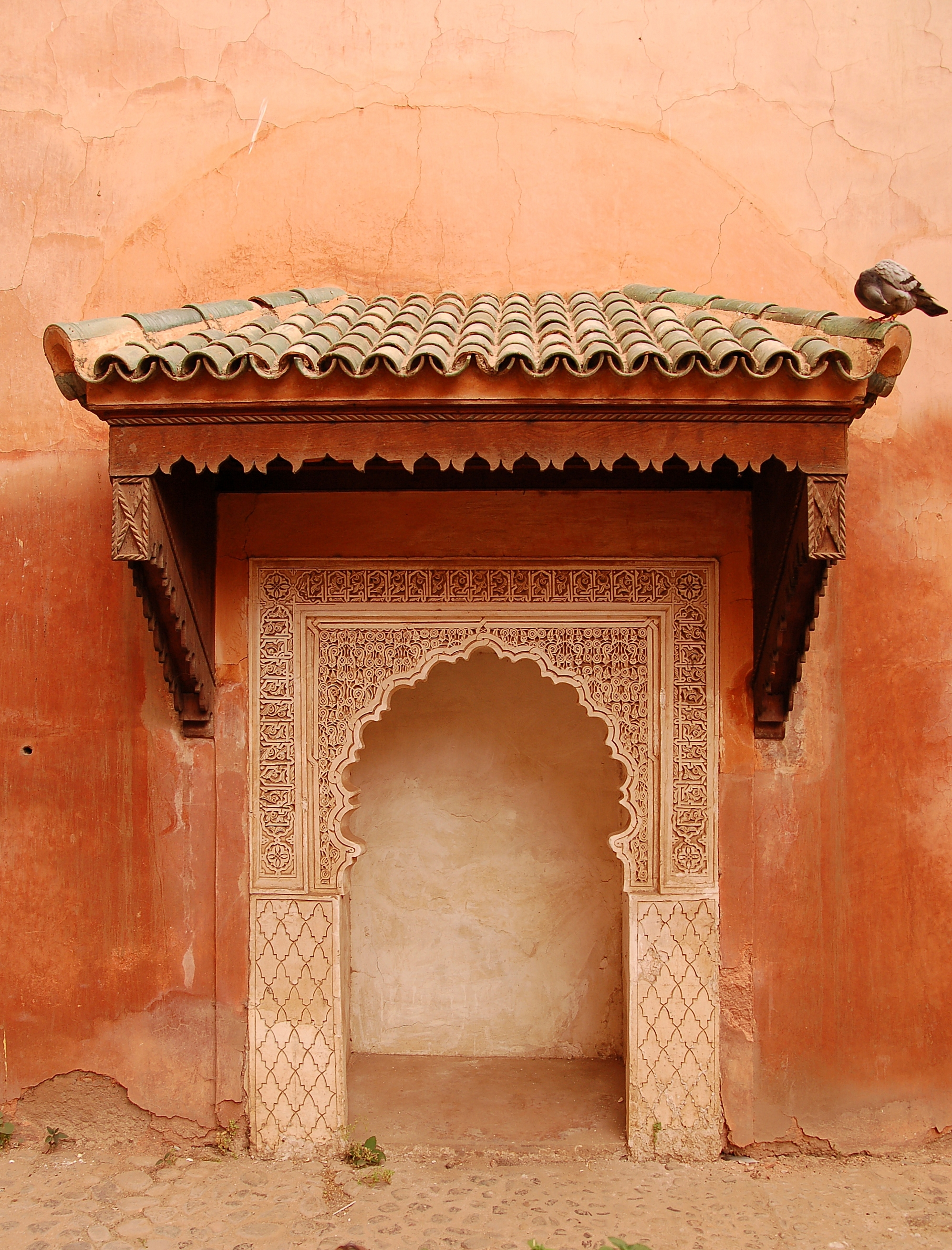
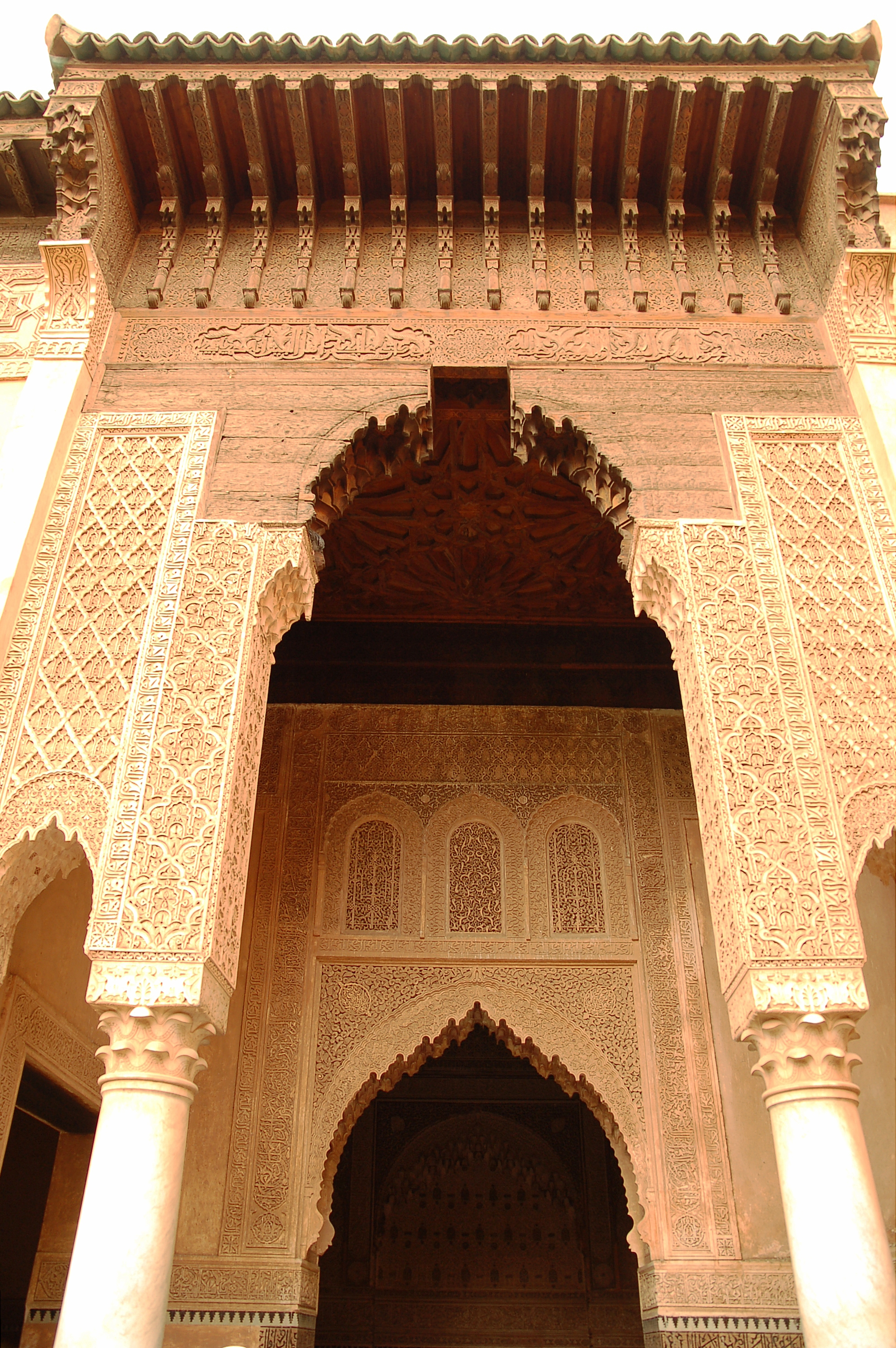
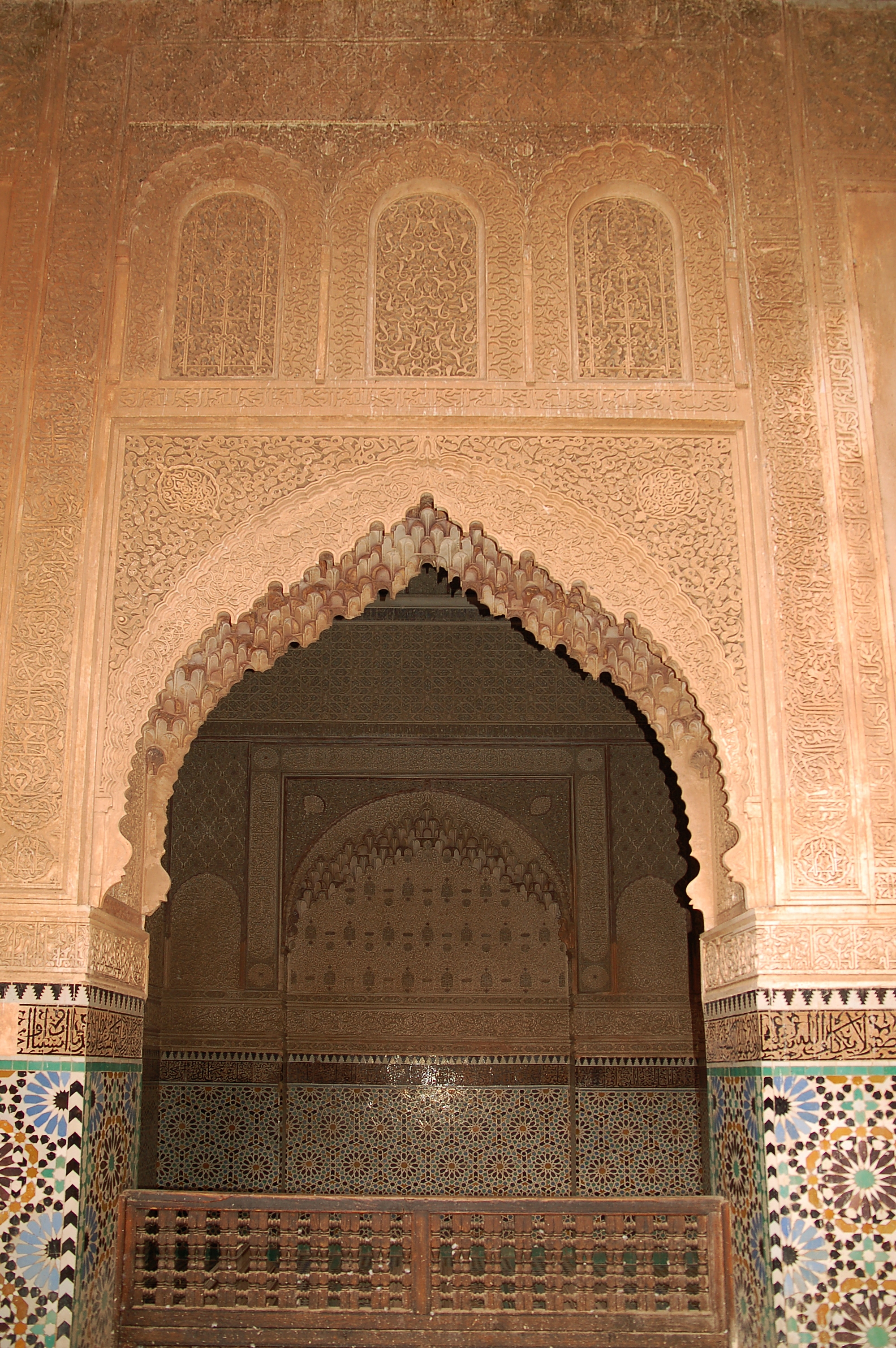
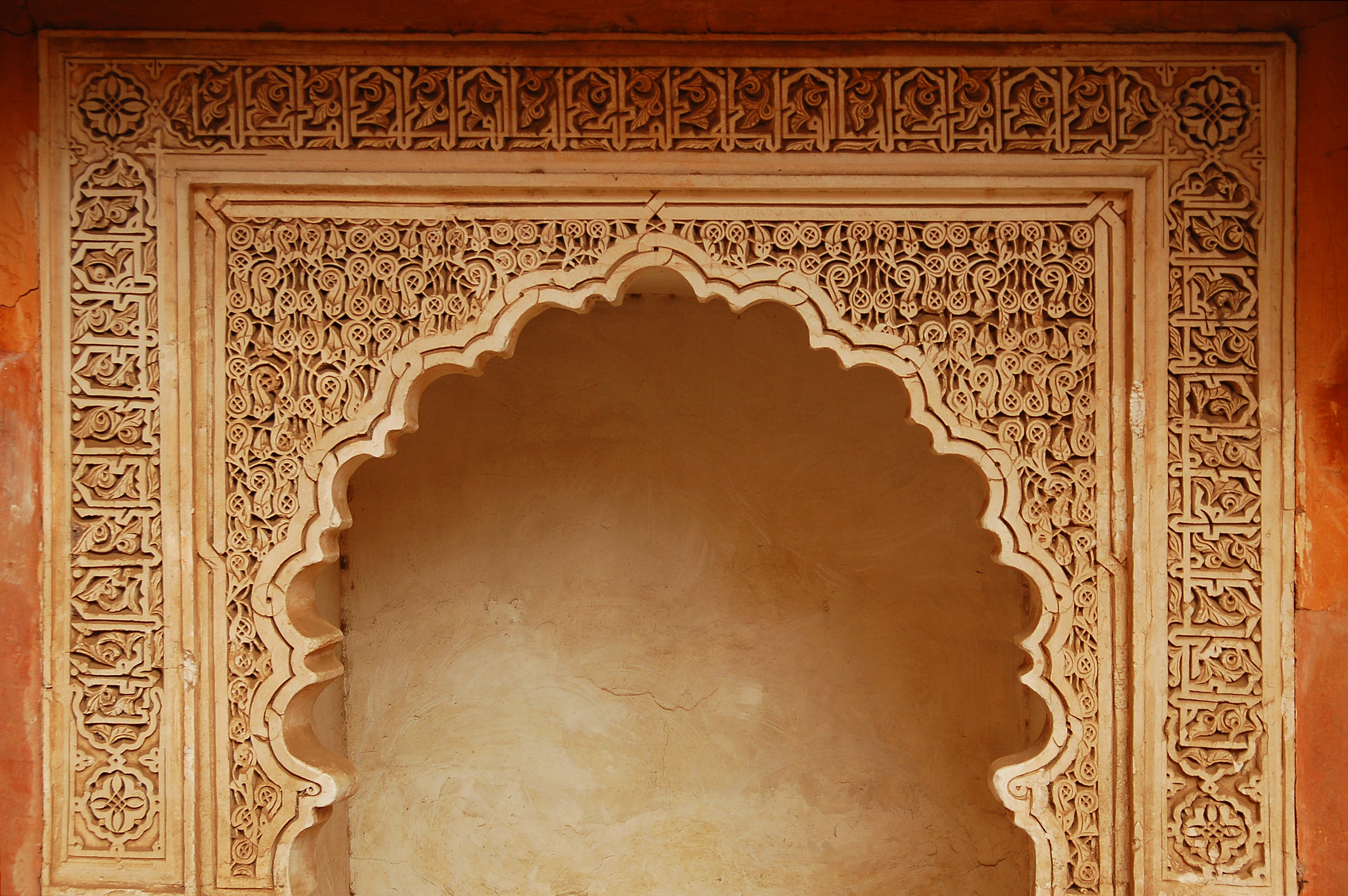
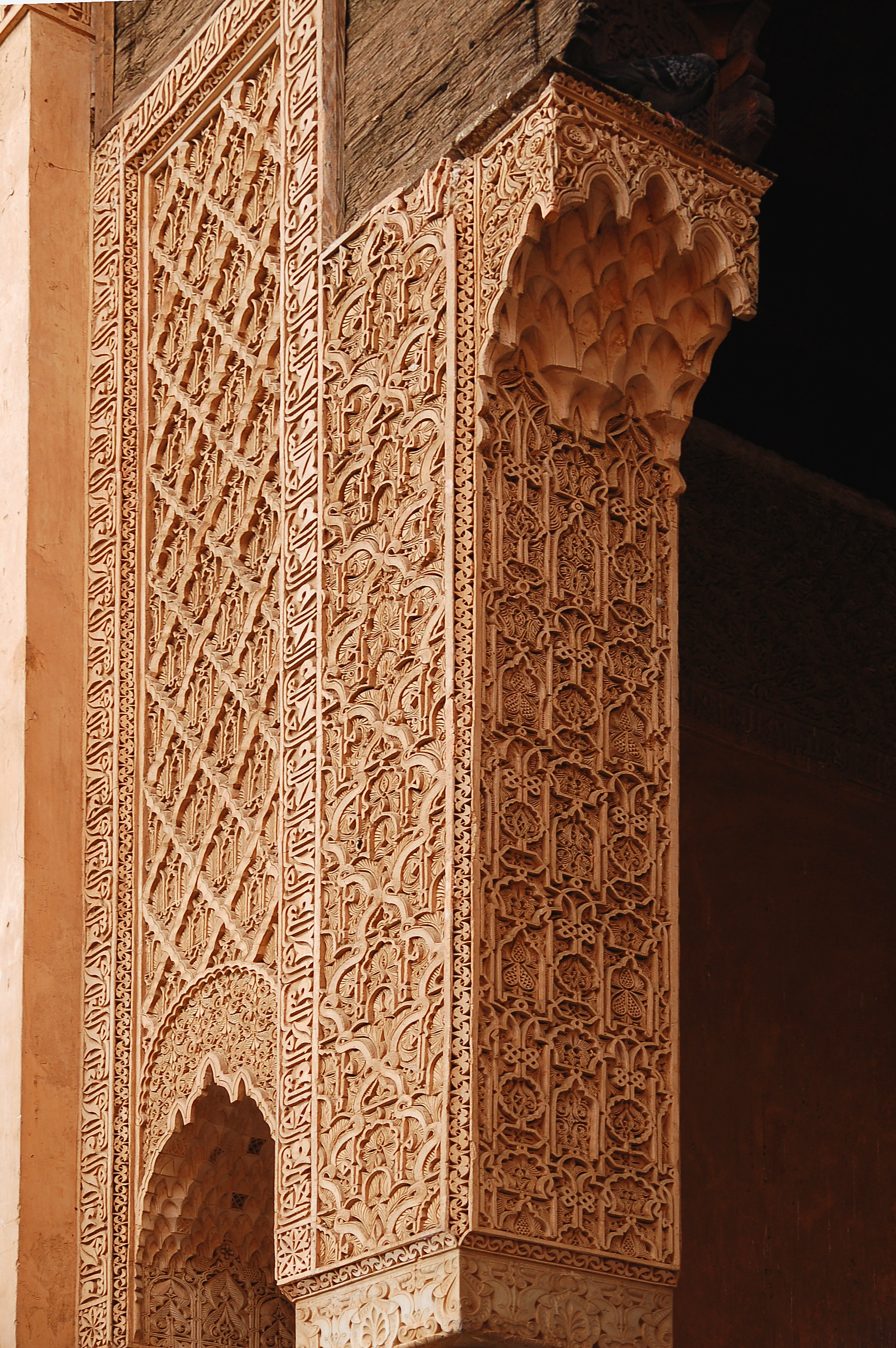